# Пјани Паорели (Империја)
Пјани Паорели је насеље у Италији у округу Империја, региону Лигурија.
Према процени из 2011. у насељу је живело 215 становника. Насеље се налази на надморској висини од 57 м.